# Mahmoud Mohammed Taha
Mahmoud Mohammed Taha (arabiska: محمود محمد طه), född 1909 i Rufaa, död 18 januari 1985 i Khartoum, var en sudanesisk religiös tänkare och ledare. Han var starkt engagerad i vad han såg som en viktig omvandlingen av islam, något han argumenterade för i böcker, föredrag och artiklar. Han var också engagerad i Sudans kamp för självständighet, ett mål som landet nådde 1956.  

## Biografi
Taha föddes i en by nära Rufaa, en stad på den östra stranden av Blå Nilen, 150 kilometer söder om Khartoum. Han utbildade sig till civilingenjör vid ett brittiskt universitet under åren före Sudans självständighet. Efter att ha arbetat en kort tid för Sudan Railways startade han sitt eget ingenjörsföretag.
Taha utvecklade vad han kallade "islams andra budskap" där han argumenterade för att de verser i Koranen som uppenbarades i Medina var lämpliga på sin tid som grund för islamisk lag (sharia), men att de verser som uppenbarades i Mecka representerade den ideala och universella religionen, som skulle återupplivas när mänskligheten hade nått ett utvecklingsstadium som var kapabelt att genomföra dem. Han såg med detta som grund framför sig en ny era inom islam, möjliggjord genom omtolkningar, en era av fred, frihet och jämlikhet. Taha bildade också en grupp runt sig för att främja detta.
Taha avrättades för apostasi och för sin religiösa förkunnelse vid 76 års ålder av Gaafar Nimeirys regim.